# Gila (zoologia)
Il genere Gila (Baird & Girard, 1853) comprende 21 specie di pesci ossei appartenenti alla famiglia Cyprinidae, sottofamiglia Leuciscinae. 

## Distribuzione e habitat
Tutte le specie sono originarie del Nordamerica.

## Specie
Il genere comprende le seguenti specie:
- Gila atraria
- Gila bicolor
- Gila brevicauda
- Gila coerulea
- Gila conspersa
- Gila crassicauda
- Gila cypha
- Gila ditaenia
- Gila elegans
- Gila eremica
- Gila intermedia
- Gila minacae
- Gila modesta
- Gila nigra
- Gila nigrescens
- Gila orcuttii
- Gila pandora
- Gila pulchra
- Gila purpurea
- Gila robusta
- Gila seminuda